# Tour de l'Avenir de 2014
A 51.ª edição do Tour de l'Avenir (nome oficial em francês: Tour de l'Avenir) foi uma carreira de ciclismo de estrada por etapas que se celebrou entre 23 e 30 de agosto de 2014 na França com início na cidade de Saint-Flour e final em Fontcouverte-la Toussuire sobre um percurso total de 904,35 quilómetros.
A carreira fez parte do UCI Europe Tour de 2013-2014, dentro da categoria UCI 2.ncup (Copa das Nações UCI sub-23 limitada a corredores menores de 23 anos.)
A carreira foi vencida pelo ciclista Miguel Ángel López da selecção nacional sub-23 da Colômbia. O pódio completaram-no o ciclista Robert Power da selecção nacional sub-23 da Austrália e o ciclista Alexey Rybalkin da selecção nacional sub-23 da Rússia.

## Equipas participantes
| Equipes nacionais (20)- Itália U23 - Austrália U23 - Áustria U23 - Bélgica U23 - Dinamarca U23 - Alemanha U23 - Cazaquistão U23 - Países Baixos U23 - Noruega U23 - Polónia U23 - Rússia U23 - Eslovénia U23 - Suíça U23 - Grã-Bretanha U23 - Estados Unidos U23 - Colômbia U23 - França U23 - Portugal U23 - Luxemburgo U23 - Espanha U23 Unknown team category- Mixed men's U23 UCI |
| |

## Percorrido
O Tour de l'Avenir dispôs de um prologo e 7 etapas para um percurso total de 904,35 quilómetros com início na cidade de Saint-Flour e final em Fontcouverte-la Toussuire, compreendendo 1 contrarrelógio individual (prólogo), 4 etapas de montanha, 1 etapa em media montanha e 2 etapas planas.
| Etapa   | Data    | Percurso                                              | type                      | Distância (km) | Vencedor             | Líder geral            |
| ------- | ------- | ----------------------------------------------------- | ------------------------- | -------------- | -------------------- | ---------------------- |
| Prólogo | 23 ago. | Saint-Flour-l'Étang – Saint-Flour-l'Étang             | contrarrelógio individual | 4,45           | Campbell Flakemore   | Campbell Flakemore     |
| 1       | 24 ago. | Saint-Flour-l'Étang – Brioude                         | etapa escarpada           | 145            | Kristoffer Skjerping | Asbjørn Kragh Andersen |
| 2       | 25 ago. | Brioude – Saint-Galmier                               | média montanha            | 143            | Caleb Ewan           | Asbjørn Kragh Andersen |
| 3       | 26 ago. | Montrond-les-Bains – Paray-le-Monial                  | etapa plana               | 143            | Daniel McLay         | Asbjørn Kragh Andersen |
| 4       | 27 ago. | Saint-Vulbas – Plateau de Solaison                    | alta montanha             | 165,3          | Ilya Davidenok       | Miguel Ángel López     |
| 5       | 28 ago. | Bons-en-Chablais – Les Carroz d'Arâches               | alta montanha             | 101,6          | Dylan Teuns          | Miguel Ángel López     |
| 6       | 29 ago. | Saint-Gervais – La Rosière                            | alta montanha             | 108            | Miguel Ángel López   | Miguel Ángel López     |
| 7       | 30 ago. | Saint-Michel-de-Maurienne – Fontcouverte-la Toussuire | alta montanha             | 94             | Louis Vervaeke       | Miguel Ángel López     |

## Classificações finais
As classificações finalizaram da seguinte forma:

### Classificação geral
| \| Classificação geral \| Classificação geral \| Classificação geral \| Classificação geral \| Classificação geral \| \| Ciclista \| Ciclista \| Equipe \| Tempo \| \| \| ------------------- \| ------------------- \| ------------------- \| ------------------- \| ------------------- \| \| 1. \| Miguel Ángel López \| Colômbia U23 \| 23h54m28s \| \| \| 2. \| Robert Power \| Austrália U23 \| + 30s \| \| \| 3. \| Alexey Rybalkin \| Rússia U23 \| + 44s \| \| \| 4. \| Aleksandr Foliforov \| Rússia U23 \| + 51s \| \| \| 5. \| Louis Vervaeke \| Bélgica U23 \| + 1m15s \| \| \| 6. \| Pierre Latour \| França U23 \| + 2m25s \| \| \| 7. \| Emanuel Buchmann \| Alemanha U23 \| + 3m16s \| \| \| 8. \| Joaquim Silva \| Portugal U23 \| + 5m37s \| \| \| 9. \| Jérémy Maison \| França U23 \| + 5m54s \| \| \| 10. \| Tao Geoghegan Hart \| Grã-Bretanha U23 \| + 8m56s \| \| |                     |                  |           |
| |                     |                  |           |
| Fonte: ProCyclingStats |                     |                  |           |
| Classificação geral |                     |                  |           |
| Ciclista | Ciclista            | Equipe           | Tempo     |
| 1. | Miguel Ángel López  | Colômbia U23     | 23h54m28s |
| 2. | Robert Power        | Austrália U23    | + 30s     |
| 3. | Alexey Rybalkin     | Rússia U23       | + 44s     |
| 4. | Aleksandr Foliforov | Rússia U23       | + 51s     |
| 5. | Louis Vervaeke      | Bélgica U23      | + 1m15s   |
| 6. | Pierre Latour       | França U23       | + 2m25s   |
| 7. | Emanuel Buchmann    | Alemanha U23     | + 3m16s   |
| 8. | Joaquim Silva       | Portugal U23     | + 5m37s   |
| 9. | Jérémy Maison       | França U23       | + 5m54s   |
| 10. | Tao Geoghegan Hart  | Grã-Bretanha U23 | + 8m56s   |

### Classificação por pontos
| Classificação por pontos | Classificação por pontos | Classificação por pontos | Classificação por pontos | Classificação por pontos |
| Ciclista                 | Ciclista                 | Equipe                   | Pontos                   |                          |
| ------------------------ | ------------------------ | ------------------------ | ------------------------ | ------------------------ |
| 1.                       | Davide Martinelli        | Itália U23               | 68 pts                   |                          |
| 2.                       | Fernando Gaviria         | Colômbia U23             | 67 pts                   |                          |
| 3.                       | Asbjørn Kragh Andersen   | Dinamarca U23            | 38 pts                   |                          |
| 4.                       | Robert Power             | Austrália U23            | 38 pts                   |                          |
| 5.                       | Owain Doull              | Grã-Bretanha U23         | 38 pts                   |                          |
| 6.                       | Ilya Davidenok           | Cazaquistão U23          | 35 pts                   |                          |
| 7.                       | Kristoffer Skjerping     | Noruega U23              | 35 pts                   |                          |
| 8.                       | Caleb Ewan               | Austrália U23            | 35 pts                   |                          |
| 9.                       | Miguel Ángel López       | Colômbia U23             | 33 pts                   |                          |
| 10.                      | Alex Kirsch              | Luxemburgo U23           | 33 pts                   |                          |

### Classificação da montanha
| Classificação da montanha | Classificação da montanha | Classificação da montanha | Classificação da montanha | Classificação da montanha |
| Ciclista                  | Ciclista                  | Equipe                    | Pontos                    |                           |
| ------------------------- | ------------------------- | ------------------------- | ------------------------- | ------------------------- |
| 1.                        | Miguel Ángel López        | Colômbia U23              | 75 pts                    |                           |
| 2.                        | Robert Power              | Austrália U23             | 58 pts                    |                           |
| 3.                        | Louis Vervaeke            | Bélgica U23               | 49 pts                    |                           |
| 4.                        | Aleksandr Foliforov       | Rússia U23                | 46 pts                    |                           |
| 5.                        | Guillaume Martin          | França U23                | 43 pts                    |                           |
| 6.                        | Pierre Latour             | França U23                | 40 pts                    |                           |
| 7.                        | Loic Chetout              | França U23                | 37 pts                    |                           |
| 8.                        | Kristoffer Skjerping      | Noruega U23               | 35 pts                    |                           |
| 9.                        | Alexey Rybalkin           | Rússia U23                | 32 pts                    |                           |
| 10.                       | Jérémy Maison             | França U23                | 27 pts                    |                           |

### Classificação por equipas
| Classificação por equipes | Classificação por equipes | Classificação por equipes | Classificação por equipes |
| Equipe                    | Equipe                    | Tempo                     |                           |
| ------------------------- | ------------------------- | ------------------------- | ------------------------- |
| 1.                        | Rússia U23                | 71h57m58s                 |                           |
| 2.                        | França U23                | + 16m07s                  |                           |
| 3.                        | Austrália U23             | + 29m05s                  |                           |
| 4.                        | Países Baixos U23         | + 40m05s                  |                           |
| 5.                        | Cazaquistão U23           | + 42m26s                  |                           |
| 6.                        | Alemanha U23              | + 43m14s                  |                           |
| 7.                        | Portugal U23              | + 45m24s                  |                           |
| 8.                        | Bélgica U23               | + 48m58s                  |                           |
| 9.                        | Colômbia U23              | + 50m57s                  |                           |
| 10.                       | Áustria U23               | + 54m59s                  |                           |

## Evolução das classificações
| Etapa                 | Vencedor              | Classificação geral Maillot jaune | Classificação por pontos Maillot vert | Classificação da montanha Maillot à pois rouges | Classificação por equipas Classement par équipe |
| --------------------- | --------------------- | --------------------------------- | ------------------------------------- | ----------------------------------------------- | ----------------------------------------------- |
| Prólogo               | Campbell Flakemore    | Campbell Flakemore                | Campbell Flakemore                    | não outorgado                                   | Austrália sub-23                                |
| 1.ª                   | Kristoffer Skjerping  | Asbjørn Kragh Andersen            | Asbjørn Kragh Andersen                | Kristoffer Skjerping                            | Dinamarca sub-23                                |
| 2.ª                   | Caleb Ewan            | Asbjørn Kragh Andersen            | Davide Martinelli                     | Kristoffer Skjerping                            | Dinamarca sub-23                                |
| 3.ª                   | Daniel McLay          | Asbjørn Kragh Andersen            | Fernando Gaviria                      | Kristoffer Skjerping                            | Dinamarca sub-23                                |
| 4.ª                   | Ilya Davidenok        | Miguel Ángel López                | Fernando Gaviria                      | Kristoffer Skjerping                            | Colômbia sub-23                                 |
| 5.ª                   | Dylan Teuns           | Miguel Ángel López                | Davide Martinelli                     | Kristoffer Skjerping                            | Portugal sub-23                                 |
| 6.ª                   | Miguel Ángel López    | Miguel Ángel López                | Davide Martinelli                     | Miguel Ángel López                              | Noruega sub-23                                  |
| 7.ª                   | Louis Vervaeke        | Miguel Ángel López                | Davide Martinelli                     | Miguel Ángel López                              | Austrália sub-23                                |
| Classificações finais | Classificações finais | Miguel Ángel López                | Davide Martinelli                     | Miguel Ángel López                              | Austrália sub-23                                |